# Franc Lazarini
Franc Lazarini, slovenski kemik, avtor učbenikov in pisatelj , * 20. 5. 1940, Bohinjska Bistrica, Slovenija, † 8. 1. 1992 , Ljubljana, Slovenija.

### Rojstvo in zgodnje življenje
Franc Lazarini se je rodil očetu Francu in materi Ivanki. Mati je bila po poklicu učiteljica, oče pa inženir gozdarstva. Oče je bil potomec znane slovenske plemiške družine. Umrl je leta 1943, ko ga je Varnostno-obveščevalna služba OF v nepojasnjenih okoliščinah umorila. Po tej tragediji se je družina preselila k tašči in svaku v Krško, v začetku leta 1946 pa so večino članov rodbine Lazarini deportirali v Avstrijo. V Jugoslaviji je smela ostati le Ivanka s Francem in hčerko Kristino.

### Šolanje
Franc Lazarini je začel svoje šolanje na Blanci, kjer se je njegova mati zaposlila kot učiteljica. Po končani štiriletni osnovni šoli leta 1951 je nadaljeval izobraževanje na nižji gimnaziji v Krškem. Leta 1953 se je družina preselila v Ljubljano, ker se je mati zaposlila v Vzgojnem zavodu Janeza Levca. Franc je nato nadaljeval študij na poljanski gimnaziji. Kljub nevzdržnim razmeram, ko je bila družina eno leto brez stanovanja in je prebivala na hodniku lastne hiše, je leta 1959 maturiral z odličnim uspehom. Po gimnaziji je obiskoval tudi srednjo glasbeno šolo. Na gimnaziji je nanj izjemno vplival profesor kemije Ladislav Lampič, ki je z množico eksperimentov dijakom skušal približati kemijo. Prav ti eksperimenti so postali eden temeljnih pedagoških pristopov dr. Lazarinija. Jeseni leta 1959 se je po dolgem odločanju med študijem kemije ali klavirja vpisal na tedanjo Fakulteto za rudarstvo, metalurgijo in kemijsko tehnologijo Univerze v Ljubljani. Dodiplomski študij je zaključil izjemno hitro. Z diplomsko nalogo Meritve poroznosti TiO2-gela (mentor: prof. dr. Branko S. Brčić) je diplomiral 7. 6. 1963. Po končanem prvem letniku študija je leto dni delal kot inštruktor – demonstrator na Katedri za anorgansko kemijo, kjer se je leta 1961 redno zaposlil kot tehnični sodelavec (laborant). Takoj po diplomi je bil izvoljen v naziv asistenta za anorgansko kemijo na Fakulteti za naravoslovje in tehnologijo, v okviru katere je tedaj potekal študij kemije in kjer je ostal do smrti. Delavno razmerje je prekinil le med letoma 1966 in 1967, ko je bil na rednem služenju vojaškega roka v Subotici. Dne 25. februarja 1966 je zagovarjal magistrsko delo Termični razkroj zemeljskoalkalijskih nitratov in dvojnih nitratov bizmuta (mentor: prof. dr. Branko S. Brčić). Doktoriral je 7. 10. 1971 z disertacijo Struktura nekaterih spojin z močnimi vodikovimi vezmi (mentor: prof. dr. Ljubo Golič). To je bila prva doktorska disertacija, opravljena na Univerzi v Ljubljani, s področja rentgenske strukturne analize. Izdelava doktorata se je zavlekla skoraj za leto dni, saj v Jugoslaviji ni bilo dovolj zmogljivega računalnika, ki bi opravil kompleksne računalniške operacije. Zato so na koncu zahtevne izračune opravili v Veliki Britaniji.

### Pedagoško in raziskovalno delo
Po zaključenem podiplomskem študiju je bil Lazarini leta 1973 izvoljen v naziv docenta za področje anorganske kemije, leta 1978 je postal izredni in leta 1983 redni profesor. Njegovo osrednje delo je bil študij sinteze, kemizma in kristalnih struktur bizmutovih nitratov, dvojnih nitratov in bazičnih nitratov oziroma sulfatov. Proučeval je tudi kinetiko jedkanja polprevodniškega silicija. Njegov največji dosežek je prispevek k razlagi poteka hidrolize bizmutovega (III) iona v močnih kislih raztopinah.  Skozi leta raziskovanja je prejel mnogo nagrad in priznanj, med katere spada tudi nagrada Sklada Borisa Kidriča za objavljena dela s področja rentgenske strukturne analize, ki jo je prejel leta 1975 skupaj s prof. dr. L. Goličem.
Kot asistent je na fakulteti vodil vaje iz anorganske kemije za študente prvega letnika različnih študijskih smeri. Po izvolitvi v naziv docenta pa je bil v okviru programov kemija in kemijsko izobraževanje nosilec predmetov anorganska kemija in eksperimentalne metode v anorganski kemiji. Samostojno ali z drugimi strokovnjaki je napisal večje število srednješolskih učbenikov za splošno in anorgansko kemijo. Njegovo najpomembnejše delo pa je univerzitetni učbenik Splošna in anorganska kemija, ki ga je napisal skupaj s prof. dr. Jurijem Brenčičem (prva izdaja 1984) in je prvi slovenski učbenik s tega področja. Leta 1985 je prejel Žagarjevo nagrado za svoje pedagoško delo, ki je bila tedaj najvišja republiška nagrada za dosežke na vzgojno-izobraževalnem področju.
Poleg pedagoških in raziskovalnih nalog na Fakulteti za naravoslovje in tehnologijo je opravljal najrazličnejše funkcije. Med leti 1987 in 1991 je bil prodekan fakultete, od 1991 naprej pa predstojnik Oddelka za kemijo in kemijsko tehnologijo. Maja 1991 je bil izvoljen za predsednika Univerzitetnega sveta Univerze v Ljubljani.

### Zavzemanje za reformo šolskega sistema
Dr. Lazarini je že od vsega začetka nasprotoval ideji usmerjenega izobraževanja. Vključen je bil v najrazličnejše organe, ki so pripravljali šolsko reformo (predvsem komisije za učne načrte ipd.). Leta 1984 je postal član Strokovnega sveta SR Slovenije za vzgojo in izobraževanje, v letih 1988–1992 pa je bil tudi predsednik strokovnega sveta. Vedno je trdil, da mora gimnazijsko izobraževanje ostati. Letak z napisom »Gymnasium muss bleiben«, ki so ga delili dijaki iz Dortmunda na sejmu učnih pripomočkov v Frankfurtu, je imel ves čas obešen nad pisalno mizo v svojem fakultetnem kabinetu. Skupaj z majhno skupino sodelavcev si je prizadeval, da bi v šolstvo vrnili gimnazijsko izobraževanje. Pri tem je kljub najrazličnejšim pritiskom vselej vztrajal pri »zdravi pameti« in strokovnosti. Ob nastopu kot predsednik strokovnega sveta je dejal, da se zavzema za šolo, ki je po meri učenca in učitelja in kakršno bosta sprejela gospodarstvo in družba.
V šolskem letu 1990/1991 so bile gimnazije ponovno uvedene, kar je pokazatelj uspešnosti njegovega prizadevanja. Kasneje je zaradi vplivov politike v gimnazijah prišlo do sprememb, kakršnih si Lazarini ni želel, vendar je vseeno obveljal za očeta slovenske gimnazije in rušitelja usmerjenega izobraževanja.

### Zgodovinsko delo
Franc Lazarini se je poleg pedagoškega in raziskovalnega dela na področju kemije ukvarjal tudi z raziskovanjem zgodovine, predvsem prednikov rodbine Lazarini. Zbiranja podatkov in proučevanja se je lotil že v študentskih letih in temu posvetil večino svojega prostega časa. Podatke je iskal po različnih arhivih, si dopisoval s svojimi sorodniki in proučeval zgodovinske študije. Raziskoval je predvsem zgodovino plemstva in tako v nekaj desetletjih zbral ogromno gradiva o svoji in tudi ostalih plemiških rodbinah. V letih 1981–1986 so nastali štirje zvezki rokopisa Zgodovina rodbine Lazarini, ki so obsegali kroniko, dokumente, genealogijo, komentarje in zgodbe. Da je bilo raziskovanje rodbine Lazarini pomemben del njegovega življenja, nam lahko dokazuje izbor barv za naslovnico učbenika Splošna in anorganska kemija, na kateri so barve enake tistim, ki so v okrasju grba rodbine Lazarini.

### Osebno življenje
Franc Lazarini je bil zelo komunikativen, delaven in umirjen človek. Večina ljudi si ga je zapomnila kot nadvse duhovitega in zanimivega sogovornika, ki se je rad pogovarjal tako z izobraženci kot tudi s preprostimi ljudmi. Redno se je udeleževal družabnih dogodkov in bil velik ljubitelj klasične glasbe. V mlajših letih je rad hodil v hribe in igral košarko.
Prvič se je poročil 21. marca 1964 z Vido Pirnat, sošolko z gimnazije in kolegico s fakultete. A zakon ni bil srečen, otrok nista imela in po približno treh letih sta se ločila. Drugič se je poročil 5. junija 1968 z Evgenijo Marjeto Baumgartner, univerzitetno diplomirano inženirko agronomije. Družina, v kateri je od začetka živela tudi Evgenijina hči iz prvega zakona Olivera, kasneje pa še hči Veronika ter sin Franci, je prebivala v Ljubljani.
Zadnje leto Lazarinijevega življenja so Lazarini in njegova družina doživeli vrsto sprememb. Politične in družbene spremembe v Sloveniji niso prinesle le novosti na področju šolstva, temveč je rodbini Lazarini, zlasti zaradi izjemnega zavzemanja Evgenije Lazarini, uspelo doseči razveljavitev protipravne odločbe o zaplembi dvorca in posesti Smlednik. Širša rodbina se je pričela ukvarjati z obnovo dvorca Smlednik, dr. Lazarini pa tudi z rehabilitacijo svoje rodbine. Njegovo življenje pa je bilo nenadoma prekinjeno 27. decembra 1991, ko je v nepojasnjenih okoliščinah v fakultetnem laboratoriju dobil hude opekline in kljub izjemnemu trudu zdravnikov 8. januarja 1992 v ljubljanskem kliničnem centru umrl, star 51 let. Pokopan je v družinski grobnici v Smledniku.